# Дворац Пејачевић
Дворац Пејачевић је вишенаменска грађевина која се налази у Јарковцима, на територији општине Инђија. Приликом изградње је то био специфичан објекат, изграђен ван градске средине, око којег се касније развило насеље. Првобитна намена му је била повремени боравак, одмор и лов. 
Летњиковац је изградила велепоседничка породица Пејачевић почетком 20. века, која је у центру Руме имала дворац који је порушен у реконструкцији центра града. Комплетна декорација на фасадама објекта је од опеке и дрвета. Претходним, неопходним адаптацијама објекта извршене су неке измене у односу на првобитан изглед. Због специфичности и јединствености летњиковца, споја градске и сеоске архитектуре, поднет је 1987. године предлог заштиту објекта.